# 新奧林匹亞 (巴拉那州)
新奧林匹亞（葡萄牙語：Nova Olímpia）是巴西的市鎮，位於該國南部，由巴拉那州負責管轄，始建於1968年12月15日，面積136.3平方公里，海拔高度438米，2010年人口5,506，人口密度每平方公里40.39人。